# Friedrich Renger
Friedrich G. Renger (* 26. Juni 1918 in Bertsdorf; † 2015) war ein deutscher Internist und Hochschullehrer.

## Leben und Werk
Friedrich Renger stammte aus einer Bergmannsfamilie. Nach Ablegung des Abiturs am Realgymnasium in Zittau studierte er an der Universität Leipzig Medizin und legte 1944 das Staatsexamen ab. 1957 habilitierte er sich. Ab 1958 war er Privatdozent an der Humboldt-Universität zu Berlin, wo er 1962 eine Professur mit vollem Lehrauftrag erhielt. Er arbeitete in dieser Zeit als I. Oberarzt an der II. Medizinischen Klinik der Humboldt-Universität an der Charité in Berlin-Pankow. Spezialisiert hatte er sich auf Innere Medizin. 1965 wechselte Renger auf den Lehrstuhl für Innere Medizin (II) an die Medizinische Akademie „Carl Gustav Carus“ nach Dresden. 1979 kehrte er als Professor und Direktor der Medizinischen Klinik der Humboldt-Universität nach Berlin zurück. 1983 schied er mit 65 Jahren aus dem aktiven Dienst aus. Er war Mitglied der SED.

## Schriften (Auswahl)
- Chronisches Durahämatom durch „Medizin“ballwurf mit tödlichem Ausgang. In: Deutsches Gesundheitswesen 4 (1949),m S. 1301–1304.
- Laparoskopische Untersuchungen über die Sensibilität abdominaler Organe und Gewebe am Menschen. 1957.
- Lehrbuch und Atlas der laparoskopischen Diagnostik. Jena 1966.
- Erkrankungen der Leber und der Gallenwege. Jena 1989.